# Ray Romano
Ray Romano (* 21. prosinec 1957) je americký herec, scenárista a komik, vítěz Emmy, nejlépe známý díky hlavní roli v sitcomu Raymonda má každý rád a dabingu mamuta Mannyho v animované komedii Doba ledová a jejích pokračováních.

## Životopis

### Osobní život
Jde o Italoameričana, který se narodil v Queensu Lucii, učitelce hry na piáno, a Albertovi, obchodníku s nemovitostmi a inženýrovi, Romanovým. Ve stejném městě také vyrůstal a studoval. Byl na stejné střední škole jako Fran Drescher, se kterou si později zahrál v jejím sitcomu Chůva k pohledání. Před vstupem do showbusinessu chvíli studoval účetnictví na vysoké škole, ale tu opustil.
V roce 1987 se oženil s Annou Scarpulla. Společně mají čtyři děti: jednu dceru (Alexandra, nar. 1990) a tři syny (dvojčata Matthew a Gregory, nar. 1993, a Joseph, nar. 1998). Jeho seriálová dcera byla pojmenována podle jeho vlastní dcery, která se také v sitcomu Raymonda má každý rád několikrát objevila.

### Kariéra
Zpočátku své kariéry si vyzkoušel několik malých nevýznamných rolí. Po čase ale získal svůj vlastní sitcom Raymonda má každý rád, na kterém se podílel i jako scenárista. Sitcom je z velké části založen na jeho rodině a rodině dalších scenáristů. Romano ztvárnil hlavní postavu Raye Baronea, která je založena na něm. Ve stejné roli se objevil i v sitcomech Dva z Queensu a Cosby Show.
V roce 2001 se stal podle televizní stanice E! jedním z dvaceti bavičů roku. V roce 2004 se stal nejlépe placeným televizním hercem za svou roli v seriálu Raymonda má každý rád.
V roce 2005 propůjčil hlas postavě Raye Maginiho, předpokládaného imaginárního přítele Homera Simpsona, v epizodě seriálu Simpsonovi Kdo se bojí pokrývače. Svůj hlas propůjčil také postavě mamuta Mannyho v sérii animovaných komedií Doba ledová, Doba ledová: Obleva a Doba ledová 3. Poslední díl má mít premiéru v roce 2009.

## Filmografie

### Film
| Rok  | Název                          | Role           | Poznámky            |
| ---- | ------------------------------ | -------------- | ------------------- |
| 1990 | Caesar's Salad                 | Policista      | krátkometrážní film |
| 2002 | Doba ledová                    | Manny (hlas)   |                     |
| 2004 | Starosti pana starosty         | Handy Harrison |                     |
| 2004 | 95 Miles to Go                 | Sám sebe       |                     |
| 2004 | Samá chvála                    | Skip Collins   |                     |
| 2006 | Doba ledová 2: Obleva          | Manny (hlas)   |                     |
| 2006 | Výprodej                       | Maurice        |                     |
| 2007 | Pokerový král                  | Fred Marsh     |                     |
| 2008 | The Last Word                  | Abel           |                     |
| 2009 | Doba ledová 3: Úsvit dinosaurů | Manny (hlas)   |                     |
| 2009 | Komici                         | Sám sebe       | cameo               |
| 2012 | Doba ledová 4: Země v pohybu   | Manny (hlas)   |                     |
| 2012 | Méďa                           | Sebe           |                     |
| 2014 | Rob the Mob                    | Jerry Cardozo  |                     |
| 2016 | Doba ledová: Mamutí drcnutí    | Manny (hlas)   |                     |
| 2017 | Pěkně blbě                     | Terry Gardner  |                     |
| 2019 | Paddleton                      | Andy Freeman   |                     |
| 2019 | Špatné vychování               | Bob Spicer     |                     |
| 2019 | Irčan                          | Bill Bufalino  |                     |

### Televize
| Rok        | Název                                 | Role                      | Poznámky |
| ---------- | ------------------------------------- | ------------------------- | --- |
| 1995-1997  | Dr. Katz, profesionální terapeut      | Ray (hlas)                | 7 dílů |
| 1996-2005  | Raymonda má každý rád                 | Raymond Barone            | hlavní role, 210 dílů cena Emmy v kategorii Nejlepší herec v hlavní roli v komediálním seriálu (+ třikrát nominován) nominace na cenu Emmy v kategorii Nejlepší scénář pro komediální seriálu (spolu s Philipem Rosenthalem) 2× nominace na Zlatý glóbus v kategorii Nejlepší herec v seriálové komedii nebo muzikálu |
| 1997       | Cosby                                 | Raymond Barone            | díl: „Lucas Raymondicus“ |
| 1998       | Chůva k pohledání                     | Raymond Barone            | díl: „The Reunion Show“ |
| 1998-2005  | Dva z Queensu                         | Raymond Barone            | 4 díly |
| 1999       | Becker                                | Raymond Barone            | díl: „Drive, They Said“ |
| 2000–2003  | Scruff                                | Truffles (hlas)           | |
| 2002       | Sezame, otevři se                     | Sám sebe                  | díl 3,983 |
| 2005       | Simpsonovi                            | Ray Magini (hlas)         | díl: „Kdo se bojí pokrývače?“ |
| 2007       | V dobrém i zlém                       | host v italské restauraci | díl: „Italská aféra“ |
| 2007       | Zastánci blahobytu                    | Sám sebe                  | 3 díly |
| 2008       | Hannah Montana                        | Sám sebe                  | díl: „We're All On This Date Together“ |
| 2009–2011  | Men of a Certain Age                  | Joe Tranelli              | hlavní role, 22 dílů |
| 2011       | Doba ledová: Mamutí Vánoce            | Manny (hlas)              | TV speciál |
| 2011       | Kancl                                 | Merv Bronte               | díl: „Search Committee“ |
| 2011       | Průměrňákovi                          | Nicky Kohlbrenner         | díl: „Nucená rodinná zábava“ (část 1 a část 2) |
| 2012–2015  | Famílie                               | Hank Rizzoli              | vedlejší role (4.–6. řada), 44 dílů |
| 2015       | David Letterman: A Life on Television | Sám sebe                  | TV speciál |
| 2016       | Doba ledová: Velikonoční překvapení   | Manny (hlas)              | TV speciál |
| 2016       | Vinyl                                 | Zak Yankovich             | hlavní role, 10 dílů |
| 2016       | Kevin si počká                        | Vic                       | díl: „Beat the Parents“ |
| 2017–dosud | Chyťte ho!                            | Rick Moreweather          | hlavní role |